# باکت‌ورنل
| G29 | k · t | w · r | n · Z2 | r · Z1 |

| G29 | k · t | w · r | n · Z2 | r · Z1 |

باکت‌ورنل (به انگلیسی: Baketwernel) ملکه همسر مصر باستان و همسر بزرگ سلطنتی فرعون رامسس نهم (احتمالا) بود که در دوران حکومت دودمان بیستم مصر زندگی می‌کرد.

## تدفین
او در مقبره KV10، ساخته شده برای فرعون اواخر دودمان نوزدهم مصر آمنمسس دفن شده و در اتاقی که برای استفاده او دوباره تزئین شد به خاک سپرده شد. به دلیل این واقعیت، قبلاً تصور می‌شد که او همسر آمنمسس بوده است.
دادسون (۱۹۸۷) استدلال کرده است که تزئین مجدد مقبره KV10 در زمان سلطنت  رامسس نهم انجام شد. شادن و ارتمن (۱۹۸۹) با این حال ادعا می‌کنند که برخی از کارهای اتاق باکت‌ورنل ممکن است در زمان ملکه تاوسرت انجام شده باشد. اگر چنین است، این نشان می‌دهد ملکه باکت‌ورنل در عصری پیش‌تر می‌زیسته است.